# 绿豆象
绿豆象（学名：Callosobruchus chinensis），又称中国豆象、小豆象、豆牛、豆猴、铁嘴，属于瘤背豆象屬。成虫体长2～3毫米，近卵圆形体，呈茶褐色或褐色，密生各色茸毛。
绿豆象是世界性的储粮害虫，蛀食各种豆类，绿豆、小豆、豇豆受害最烈。中国大部分省区都有分布。一般被蛀的豆粒中空或种内成粉状, 丧失发芽能力, 失去种子、食用和商品价值。

## 習性
中国豆象懂得裝死以逃避天敵寄生蜂等，在溫度較高時，其假死行為的發生率降低。
它和四纹豆象生態位重疊，長相也很相似，雄性綠豆象也會雌性四纹豆象和雜交，目的可能在於減少雌性四纹豆象的繁殖率。

### 繁殖
绿豆象一年可繁殖4至6代，每年產卵高峰在七月和八月。幼虫會在豆粒内越冬，成虫善飞，在豆粒上產卵，之後经15到20天变为成虫。在溫度25至30℃、相对湿度80％左右的情況下，綠豆象的发育最快。

## 防治
山西省农业科学院小杂粮研究中心培育的晋绿豆3号是中國第一个研發成功的抗豆象品种。
磷化铝有殺滅綠豆象的功效，可使用熏蒸法驅蟲，這不影響綠豆种子发芽。它對花生油的气味敏感，闻触花生油之後停止产卵。
绿豆收获迅速晒干或烘干（种子含水量在14％以下）也可以減少綠豆象數量。晒好的绿豆在贮藏时外覆15至20厘米的草木灰或者细沙土可防止外來成蟲產卵。